# Anneau de Kayser-Fleischer
Pour les articles homonymes, voir Kayser et Fleischer.

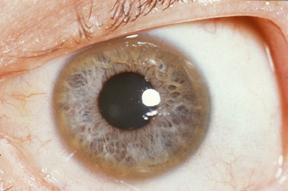
Anneau de Kayser-Fleischer chez un patient de 32 ans présentant des difficultés de langage anciennes et un tremblement.

Les anneaux de Kayser-Fleischer sont deux formations arrondies de couleur jaune verdâtre, présentes à la périphérie de l'iris des yeux. Ils sont dus à l'accumulation de sels de cuivre dans le sang. Manifestation retrouvée le plus souvent au cours de la maladie de Wilson. Ce sont les docteurs allemands Bernhard Kayser et Bruno Fleischer, qui ont décrit en premier ce signe clinique en 1902 et 1903,,  et à avoir démontré que c'était bien une accumulation de cuivre et non d'argent en 1934.

## Détection

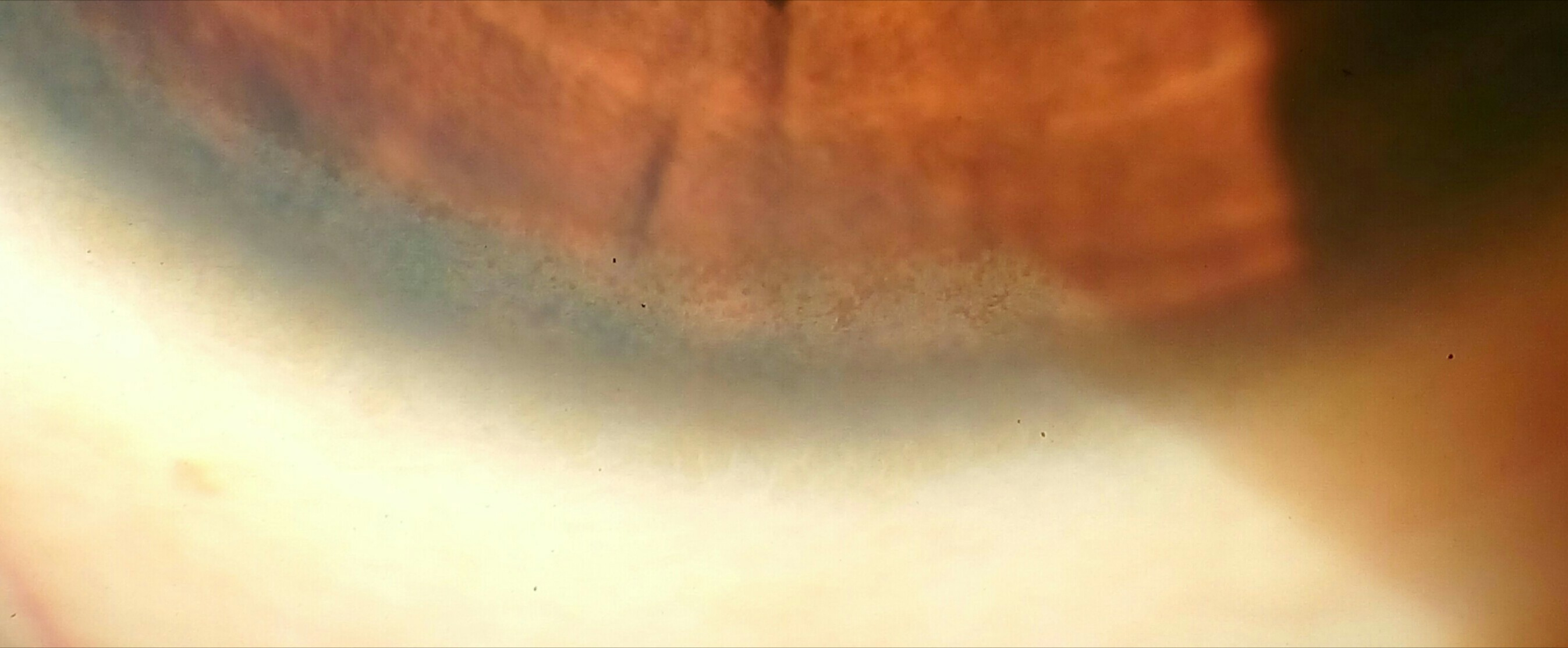
Anneau de Kayser-Fleischer chez un enfant de 11 ans.

Du fait que les anneaux de Kayser–Fleischer n’entraînent aucun symptôme, ils sont souvent détectés par hasard. Dans d'autres situations, ils sont activement recherchés ; dans ce cas, soit les anneaux sont assez jeunes et il est nécessaire d’utiliser une lampe à fente, soit ils sont visibles à l’œil nu.

## Apparence
Les anneaux consistent en un dépôt de cuivre là où la cornée rencontre la sclère (le blanc de l’œil). Ils apparaissent d'abord sous l'apparence d'un croissant en haut de la cornée. Un second croissant se forme ensuite à l'opposé du premier et ils finissent par encercler la cornée pour former un anneau,.

## Maladies associées
Les anneaux de Kayser–Fleischer sont un symptôme de la maladie de Wilson, maladie qui entraîne une accumulation de cuivre dans l’organisme et qui est caractérisée par des anomalies au niveau des ganglions de la base du cerveau, une cirrhose, une splénomégalie, des mouvements involontaires, une hypertonie musculaire, des troubles psychiatriques, une dystonie et une dysphagie. La combinaison de symptômes neurologiques, un niveau bas en ferroxidase dans le sang et les anneaux de Kayser–Fleischer diagnostiquent une maladie de Wilson.
L'apparition des anneaux de Kayser–Fleischer peuvent aussi être due à une cholestase (obstruction des voies biliaires), une cirrhose biliaire primitive ou à une "cirrhose cryptogénique" (cirrhose dont on ne connait pas l'origine).
La chalcose, atteinte rétinienne toxique très sévère survenant plusieurs années après la présence d'un corps étranger oculaire cuivrique, est une des étiologies possible. 